# Салаур
Салаур — село в Шиловском районе Рязанской области в составе Занино-Починковского сельского поселения.

## Географическое положение
Село Салаур расположена на Окско-Донской равнине на реке Увязь в 36 км к северо-востоку от пгт Шилово. Расстояние от села до районного центра Шилово по автодороге — 44 км.
Со всех сторон село окружено большими лесными массивами и урочищами — Дегтярня, Лашка, Малый Бор, Каменная, Елошник, Петин Корек, Малах Корек, Хиски, Сироткина Роща. К северу от Салаура находится Увязовское подземное хранилище газа (ПХГ) и вертолетная площадка «Борки». Ближайшие населенные пункты — села Занино-Починки и Борки, деревня Погари.

## Население
| 1859 | 1897 | 1906 | 2010 |
| ---- | ---- | ---- | ---- |
| 760  | ↘630 | ↗898 | ↘18  |

По данным переписи населения 2010 г. в селе Салаур постоянно проживают 18 чел. (в 1992 г. — 35 чел.).

## Происхождение названия
По преданию, населенный пункт получил свое название по имени татарского батыра Салаура. Возможно, словообразующим является окончание «-ур», — по мордовски «белка». Вплоть до начала XX в. село называлось также Дьяконова Поляна.

## История
Впервые Салаур упоминается в писцовых книгах Шацка и Касимова за 1658—1659 гг., как вотчина дворян Огаревых: 
«За Евсевьем Григорьевым сыном Агарева отца ево выслуженная вотчина, на что отцу ево дано было за Московское осадное сиденье царя Василья Ивановича из ево же поместья в вотчину село, что была деревня, Салаур, Дьяконова Поляна тож, по обе стороны речки Салаура, а в селе церковь во имя Рождества Христова, древена, да предел великого чюдотворца Николая, а церковь и в церкве Божие милосердие образы и книги и ризы и свечи и у церкве колокола и все церковное строенье вотчинниково; а у церкви двор поп Иосиф Дорофеев, двор дьячек Ефремка Васильев сын Бухаров с сыном Безсонком, двор другой дьячек Гришка Иванов, сын попов, з детьми с Васкою да Селиверстом да с Олименком, двор пономарь Степанка Григорьев, сын Веревкин з зятем Давыдком Сергеевым, двор просвирница Ефросиньица с сыном с Кирюшкою Филатовым да с зятем с Никиткою Наумовым. В селе двор вотчинников да деловых людей старинных, крестьянских дворов 57. Пашни паханые худые земли 105 десятин в поле, а в дву потомуж, сена нет, лесу пашеннаго 10 десятин с полу-десятиною, лес же черной большой за ним же. В селе-ж Салауре церковной земли 20 чети в поле, а в дву потомуж, сена 20 копен».
Из приведенного отрывка видно, что Салаур, Дьяконова Поляна тож, возник ранее представленного документа, по крайней мере в начале XVII в., и являлся первоначально деревней, поместьем Григория Огарева, пожалованным ему царем Василием IV Шуйским (1606—1610) в вотчину за «Московское осадное сидение». К моменту составления писцовых книг в 1658—1659 гг., это было уже село с деревянной Христорождественской церковью и барской усадьбой («двор вотчинников»), принадлежавшее дворянину Евсевию Григорьевичу Огареву.

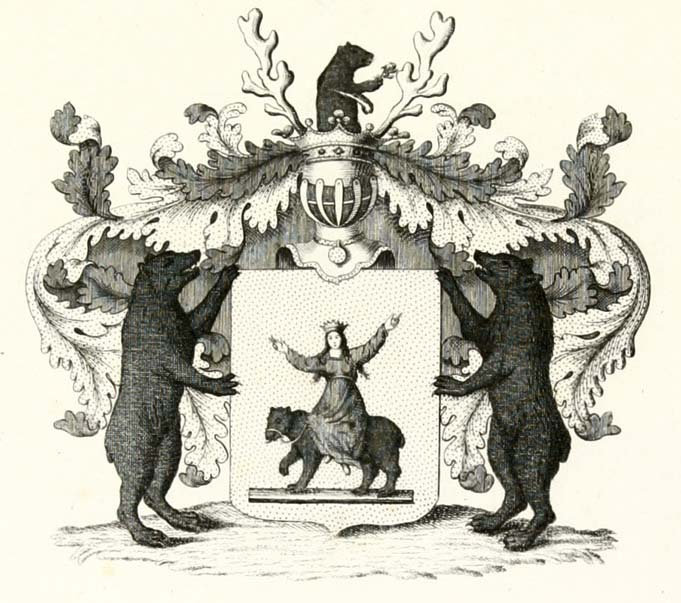
Герб рода дворян Олениных.

По окладным книгам за 1676 г. в селе Салауре, кроме церкви «Рождества Господа Бога и Спаса нашего Иисуса Христа» значится и «церковь Воскресения», где показано 
«у тех церквей поп Иларион да дьячек Васка Григорьев; церковные пашни — вотчинниковы дачи — 6 четвертей в поле, в дву потомуж, сена на 60 копен. В приходе: 2 двора вотчинниковых, да крестьянских 74 двора, да бобыльских 10 дворов, и всего с вотчинниковыми и с поповым и с дьячковым 88 дворов».
В начале XVIII в., в результате брака Устиньи Федоровны Огарёвой (+1758 г.) с надворным советником Яковом Илларионовичем Олениным (+1751 г.), села Салаур, Борки, часть села Свинчус и деревня Погари перешли в качестве приданного во владение дворянского рода Олениных. Поместье Олениных в Салауре было большим (всего 1473 дес. земли), и на долгие годы стало их родовым гнездом.

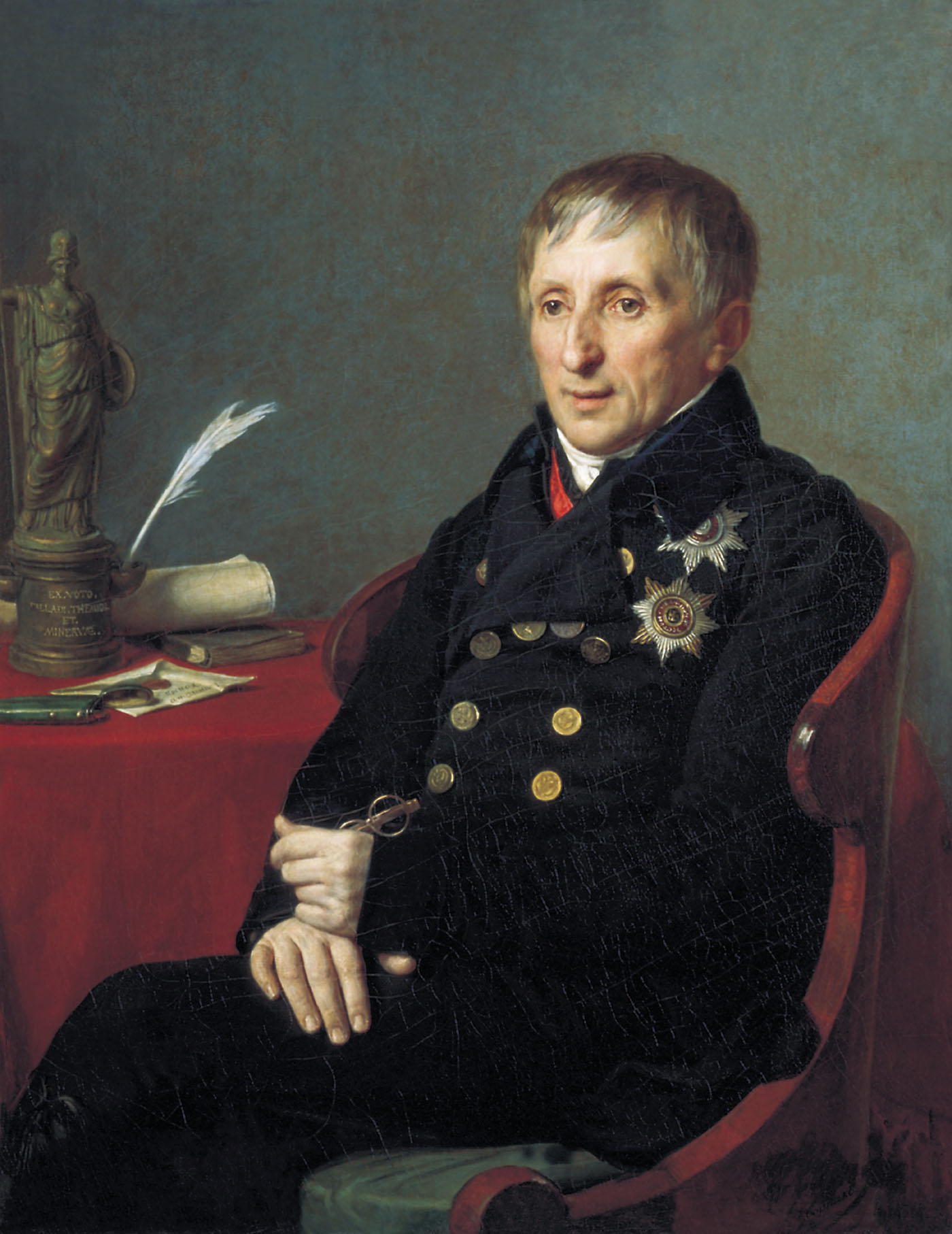
Алексей Николаевич Оленин (1763 – 1843), владелец села Салаур, российский государственный деятель, историк, археолог и художник, действительный статский советник и Президент Академии художеств.

Вместо двух церквей, упоминаемых до середины XVIII в., в 1754 г. в селе Салаур помещицей Устиньей Федоровной Олениной (урожденной Огарёвой) был построен новый деревянный Воскресенский храм, в котором впоследствии устроены приделы во имя Успения Пресвятой Богородицы и Илии Пророка. Салаур, состоявший первоначально в Борисоглебском стане Шацкого уезда, вместе с деревней Погори, в коих числилось тогда 489 душ мужского пола, был в 1779 г. приписан к Касимовскому уезду.
Во второй половине XVIII в., после смерти Якова Илларионовича и Устиньи Федоровны Олениных, владельцем Салаура становится их сын, полковник лейб-гвардии Преображенского полка и статский советник Николай Яковлевич Оленин (+1802 г.), бывший в 1792 г. Касимовским уездным предводителем дворянства. Настоящей хозяйкой в его доме была его жена, Анна Семеновна (1737+1812 гг.), урожденная княжна Волконская, обладавшая сильным характером.
Наибольшую известность получил их сын — Алексей Николаевич Оленин (1763+1843 гг.) — российский государственный деятель, историк, археолог и художник. В 1814—1827 гг. действительный тайный советник А. Н. Оленин занимал пост государственного секретаря, являясь также почетным членом Петербургской Академии наук (с 1809 г.), директором Императорской публичной библиотеки (с 1811 г.) и президентом Академии художеств (с 1817 г.).
Родился Алексей Николаевич Оленин в Москве, но 10 первых лет своей жизни провел в имении своих родителей, в селе Салаур Касимовского уезда. Здесь у Олениных был обширный усадебный дом с мезонином, сад и парк с родником чистейшей воды. Имевшая широкое хождение легенда говорила о том, что А. Н. Оленин до 18 лет был «величайшим невеждою» и послужил Д. И. Фонвизину прототипом Недоросля. Когда Оленин узнал себя в образе героя пьесы, то ему стало так стыдно, что он взялся за учебу, засучив рукава.

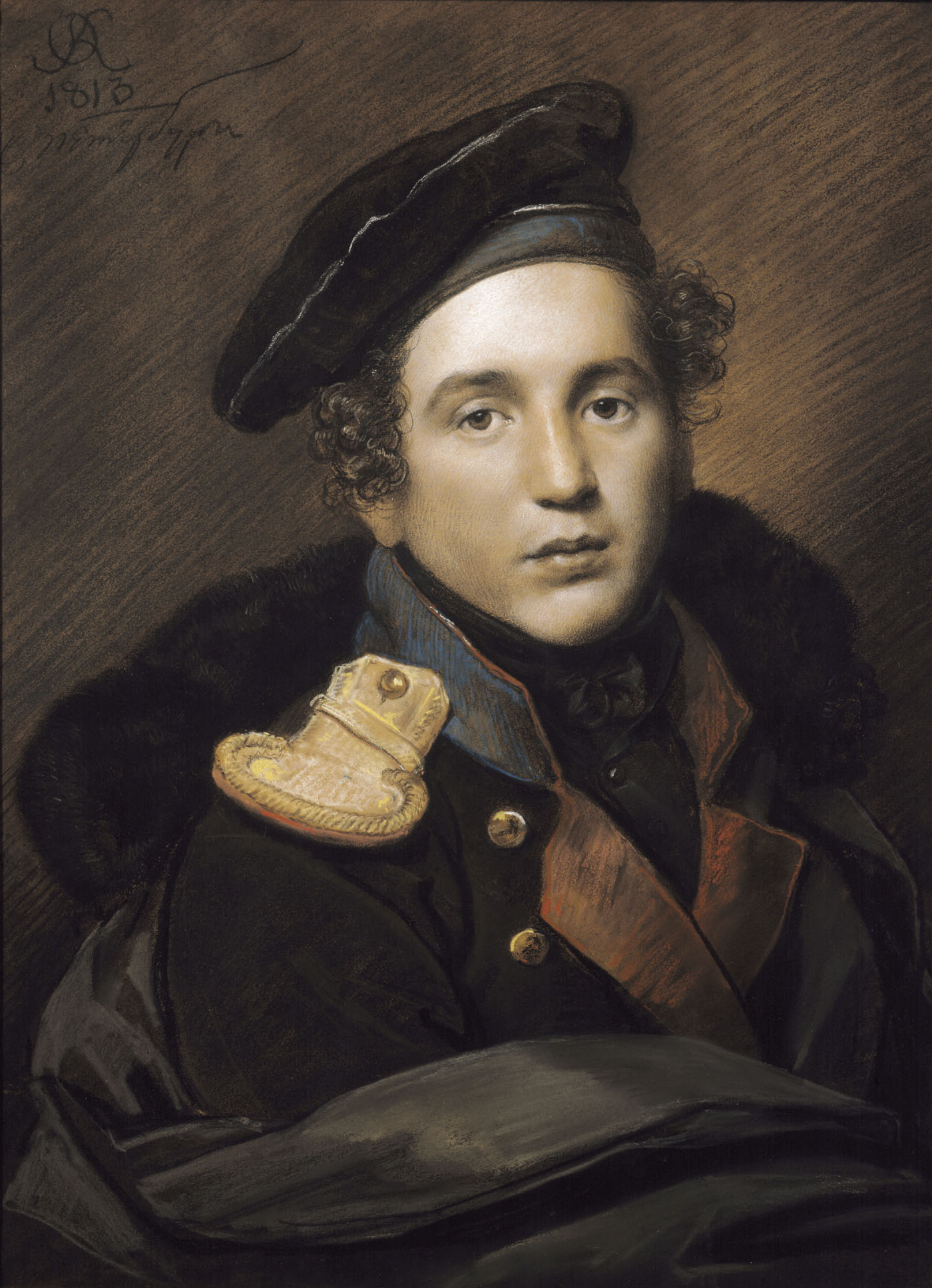
Петр Алексеевич Оленин (1793 – 1868), владелец села Салаур, генерал-майор и художник-любитель.

В действительности же оснований для подобных утверждений не было никаких. Первоначальное образование А. Н. Оленин получил дома — воспитывал его французский гувернер, а другим наукам учили отец и мать. В 1774 г. по протекции родственницы, княгини Е. Р. Дашковой А. Н. Оленин был повелением императрицы Екатерины II зачислен в Пажескую школу (Пажеский корпус) и уехал из Салаура. Но связей с родовым имением не порывал никогда. Тем более что здесь продолжали жить его родители.
В 1802 г. Николай Яковлевич Оленин умер (его могила сохранилась на сельском кладбище), и его вдова, Анна Семеновна, передала поместья Олениных на Рязанщине (Салаур, Погари, Борки и часть Свинчуса) своему сыну Алексею Николаевичу. Кстати, к дочери А. Н. Оленина в 1829 г. сватался А. С. Пушкин, именно в ее альбом поэт вписал стихотворение «Я вас любил, любовь еще быть может…».
После смерти А. Н. Оленина в 1843 г. его родовое имение в Салауре перешло к его старшему сыну, генерал-майору Петру Алексеевичу Оленину (1793+1868 гг.), участнику Отечественной войны 1812 г., служившему в лейб-гвардии Семеновском и Егерском полках, потом в Корпусе инженеров путей сообщения. Им в селе Салауре был устроен винокуренный завод, основанный на труде крепостных крестьян. После отмены крепостного права в 1861 г. винокуренный завод в Салауре был закрыт.

По описанию второй половины XIX в. село Салаур 
«расположено на возвышенно-бугроватом месте с понижением к реке Увезу, которая здесь глубока и протекает среди самого селения. Община крестьян, бывших господина Оленина. Есть земская приходская школа, а из промышленных заведений 2 водные мельницы и винная лавка. Дети учатся в школе своего села с ноября до апреля. Имеется пожарный сарай, хлебный магазин и здание школы. В числе жителей 1 мужчина принадлежит к секте молокан. В 1878 г. пало до 150 штук рогатого скота, в 1882 г. истреблено пожаром 10 дворов, в 1883 г. — 1 рига и 1 двор».
К этому времени Воскресенская церковь в селе Салаур совершенно обветшала. Вследствие чего, с разрешения епархиального начальства, в мае 1887 г. ее колокольня и трапезная были разобраны, и отстроены заново. В приходе к Воскресенской церкви кроме села Салаур числилась также близлежащая деревня Погари. К 1891 г., по данным И. В. Добролюбова, в них насчитывалось 194 двора, в коих проживало 588 душ мужского и 626 душ женского пола, в том числе грамотных — 148 мужчин и 17 женщин. Работали 2 приходские школы.

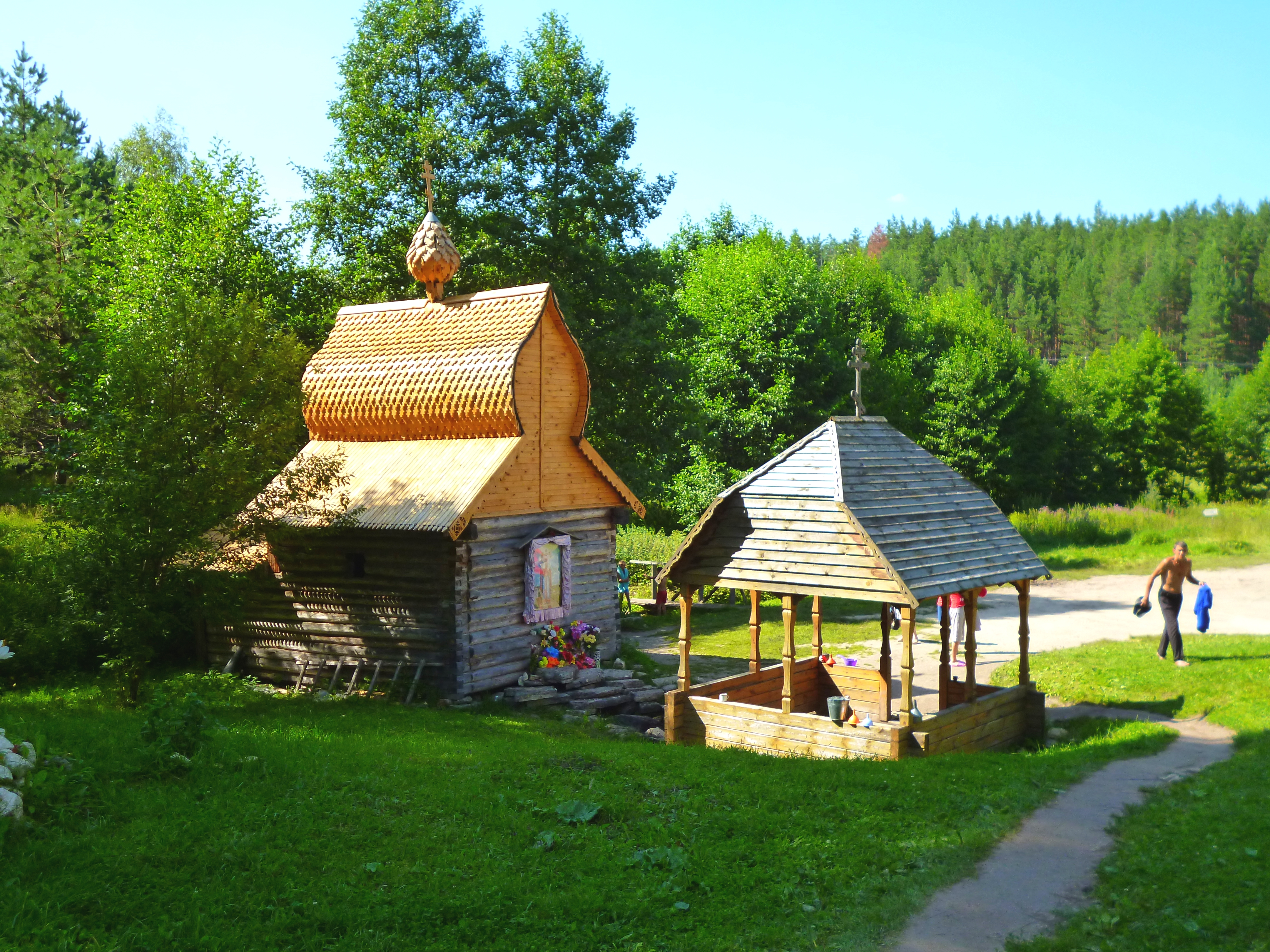
Деревня Салаур. Часовня и святой источник во имя святой великомученицы Параскевы Пятницы, 1995 г.

Октябрьская революция 1917 г. перевернула жизнь старинного села. Красивейшая усадьба Олениных была разграблена, а потом и разрушена, был закрыт и сельский Воскресенский храм. Статус старинного села был понижен до деревни.
Во время Великой Отечественной войны 1941—1945 гг., 7 октября 1942 г., на поле у села Салаур Шиловского района потерпел крушение транспортный самолет Ли-2, летевший на фронт из города Сасово, где находилась во время войны авиашкола по подготовке летчиков. Самолет числился в составе 3-го транспортного авиаполка 2-й авиационной дивизии особого назначения войск НКВД, выполнявшей правительственные задания.
Весь экипаж самолета, насчитывавший 5 человек, погиб. Это были командир воздушного судна старший лейтенант, участник войны в Испании, Филипп Александрович Зайцев, штурман старшина Владимир Петрович Попов, стрелок-радист старшина Всеволод Викторович Розанов, старший бортмеханик старший техник-лейтенант Андрей Дмитриевич Мальцев и бортмеханик старшина Алексей Андреевич Степанов.

## Транспорт
Основные грузо- и пассажироперевозки осуществляются автомобильным транспортом: село Салаур расположено в непосредственной близости от автомобильной дороги регионального значения Р125: «Ряжск — Касимов — Нижний Новгород», на которую имеет выезд.

## Достопримечательности
- Усадьба дворян Олениных, XIX в. Сохранность низкая: сохранился регулярный липовый парк («Барский сад») с родником.[10]
- Часовня и источник во имя святителя Николая Чудотворца, так называемый «Барский родник» (обустроены в 2012 г.). Находятся на территории усадьбы Олениных.[11]
- Храм Воскресения Словущего — Воскресенская церковь. Построен в 1887—1891 гг., сохранилась руинированная деревянная колокольня. Вблизи церкви — место погребения Н. Я. Оленина.[12]
- Часовня и святой источник во имя святой великомученицы Параскевы Пятницы (обустроены в 1995 г.).[13][14]
- Место погребения летчиков-членов экипажа транспортного самолета Ли-2, потерпевшего катастрофу у села Салаур в октябре 1942 г. Памятник над местом захоронения установлен в 2015 г.[9]